# Пенсильвания (Колумбия)
Пенсильвания (исп. Pensilvania) — город и муниципалитет в центральной части Колумбии, на территории департамента Кальдас. Входит в состав Верхне-Восточного субрегиона.

## История
Поселение, из которого позднее вырос город, было основано 3 февраля 1866 года. Муниципалитет Пенсильвания был выделен в отдельную административную единицу 18 декабря 1872 года.

## Географическое положение

Муниципалитет Пенсильвания

Город расположен в центральной части департамента, в пределах горной местности Центральной Кордильеры, на расстоянии приблизительно 48 километров к северо-востоку от города Манисалес, административного центра департамента. Абсолютная высота — 2070 метров над уровнем моря.
Муниципалитет Пенсильвания граничит на востоке с территорией муниципалитета Самана, на юго-востоке — с муниципалитетом Маркеталия, на юге — с муниципалитетом Мансанарес, на юго-западе — с муниципалитетом Маруланда, на западе — с муниципалитетом Саламина, на севере — с территорией департамента Антьокия. Площадь муниципалитета составляет 530 км².

## Население
По данным Национального административного департамента статистики Колумбии, совокупная численность населения города и муниципалитета в 2024 году составляла 20 331 человек.
Динамика численности населения муниципалитета по годам:
| 2005   | 2010   | 2015   | 2020   | 2021   | 2022   | 2023   | 2024   |
| ------ | ------ | ------ | ------ | ------ | ------ | ------ | ------ |
| 26 426 | 26 394 | 26 361 | 20 063 | 20 006 | 20 129 | 20 242 | 20 331 |

Согласно данным переписи 2005 года мужчины составляли 51,1 % от населения Пенсильвания, женщины — соответственно 48,9 %. В расовом отношении белые и метисы составляли 99,5 % от населения города; негры и мулаты — 0,4 %; индейцы — 0,1 %.

## Экономика
Большинство трудоспособного населения занято в выращивании кофе, сахарного тростника, картофеля, наранхильи (луло), фасоли, яблок, ежевики, кукурузы и фасоли, а также в сфере лесозаготовки.
40,5 % от общего числа городских и муниципальных предприятий составляют предприятия сферы обслуживания, 39 % — предприятия торговой сферы, 8,6 % — промышленные предприятия, 11,9 % — предприятия иных отраслей экономики.